# Rastrska grafika
Rastrska grafika (tudi bitna grafika) je v računalniški grafiki način shranjevanja slike z množico slikovnih pik v obliki 2D matrike. Slika je v računalnikovem pomnilniku shranjena kot matrika s podatki (kot so barva in intenziteta) za vsak piksel (slikovni element oziroma posamezno piko) slike. Ko se transformira (poveča, zavrti, raztegne itd.), postane rastrska grafika nazobčana, pokvari pa se lahko tudi ločljivost slike. Rastrska grafika se po navadi uporablja v programih za slikanje. Tovrstni programi uporabniku omogočajo izdelavo slik na računalnikovem zaslonu na podoben način, kot da bi slikal na papir ali slikarsko platno.
Računalniška grafika se veliko uporablja pri računalniško podprtem načrtovanju (CAD) ter generiranju modelov in simulacij v tehniki, meteorologiji, medicini in kirurgiji ter na drugih področjih znanosti. Nedavni razvoj programske opreme je omogočil, da lahko sodelavci z nasprotnih strani sveta kompleksne trirazsežne računalniške modele obdelajo na običajnih, med seboj povezanih, osebnih računalnikih (PC-jih), ne pa na močnih delovnih postajah kot doslej.